# Лозениця (Польща)
Лозениця (пол. Łozienica, нім. Neuhof) — село в Польщі, у гміні Ґоленюв Голеньовського повіту Західнопоморського воєводства.
Населення — 72 особи (2011).
У 1975-1998 роках село належало до Щецинського воєводства.

## Демографія
Демографічна структура станом на 31 березня 2011 року:
|          | Загалом | Допрацездатний вік | Працездатний вік | Постпрацездатний вік |
| -------- | ------- | ------------------ | ---------------- | -------------------- |
| Чоловіки | 40      | 11                 | 27               | 2                    |
| Жінки    | 32      | 5                  | 23               | 4                    |
| Разом    | 72      | 16                 | 50               | 6                    |